# 天主教美里教區

吳對龍牧徽

天主教美里教區（拉丁語：Dioecesis Mirensis）是羅馬天主教的一個教區，位於馬來西亞砂拉越東部。現任主教為吴对龙（2013年10月30日至今）。

## 歷史
宗座代牧區於1959年成立，1976年升為教區，受古晉總教區管轄。汶萊宗座監牧區於1997年成立，管轄範圍為原屬教區的汶萊。